# Rio Tapera
Der Rio Tapera ist ein etwa 95 km langer rechter Nebenfluss des Rio Cavernoso im Süden des brasilianischen Bundesstaats Paraná.

## Etymologie
Tapera ist die portugiesische Bezeichnung für eine verwilderte Pflanzung oder ein verfallendes Gebäude. Tapera ist aber auch die Bezeichnung für eine Kuckucksart, die in Brasilien vorkommt.

## Geografie

### Lage
Das Einzugsgebiet des Rio Tapera befindet sich auf dem Terceiro Planalto Paranaense (Dritte oder Guarapuava-Hochebene von Paraná).

### Verlauf
Sein Quellgebiet liegt auf der Grenze zwischen den drei Munizipien Virmond, Laranjeiras do Sul und Cantagalo auf 968 m Meereshöhe etwa 15 km nördlich des Hauptorts Virmond. Es liegt  in der Nähe der Estrada de Ferro Paraná Oeste, die hier auf der Wasserscheide zwischen Rio Iguaçu und Rio Piquiri verläuft
Der Fluss fließt in südlicher Richtung. Er bildet in seinem gesamten Verlauf die Grenze zwischen den beiden Munizipien Virmond und Laranjeiras do Sul. Er mündet auf 489 m Höhe von rechts in den Rio Cavernoso. Er ist etwa 95 km lang.

### Munizipien im Einzugsgebiet
Am Rio Tapera liegen die drei Munizipien Virmond, Laranjeiras do Sul und Cantagalo.